# Push technologie
Push technologie neboli serverový push je styl internetové komunikace, kde požadavek na danou datovou transakci iniciuje vydavatel nebo centrální server. Je to opak technologie pull / get, kde požadavek na přenos informace iniciuje příjemce nebo klient. 
Push služby jsou často poskytovány podle informací a preferencí dat domluvených předem, tzv. publish-subscribe modelu. Klient se "přihlásí" k různým informačním "kanálům" poskytovaným serverem. Jakmile je pak na některém z těchto kanálů k dispozici nový obsah, server tuto informaci odešle klientovi.
Push je někdy realizován pomocí techniky dotazování, zejména za okolností, kdy skutečné push není možné, jako jsou servery se zásadami zabezpečení, které odmítají příchozí požadavky HTTP/S.

## Obecné použití
Příkladem push služeb mohou být synchronní konference (založené na protokolech IRC, XMPP a dalších) a instant messaging. Zprávy chatu a někdy i soubory jsou uživateli odeslány, jakmile je služba zasílání zpráv přijme. Programy typu peer-to-peer (WASTE) i centralizované programy (IRC nebo XMPP) umožňují odesílání souborů, což znamená, že přenos dat zahájí jejich odesílatel, nikoli příjemce. 
E-mail může být také push systém, protože SMTP je push protokol (Push email). Ale pro poslední krok – od poštovního serveru ke stolnímu počítači – se obvykle používá protokol typu POP3 nebo IMAP. Protokol IMAP obsahuje příkaz IDLE, který umožňuje serveru informovat klienta o příchodu nových zpráv.
Mezi další využití webových aplikací s podporou push patří distribuce softwarových aktualizací ("push aktualizace"), distribuce tržních dat (kurzy akcií), online chat/zasílání zpráv (webchat), aukce, online sázení a hraní, sportovní výsledky, monitorovací konzole a monitorování sítě senzorů.

## Příklady

### Push notifikace
Oznámení push je zpráva, která je „poslána“ z back-end serveru nebo aplikace do uživatelského rozhraní, např. mobilní aplikace a desktopové aplikace.
Zobrazování notifikací například pro Smartbanking je možno vypnout v nastavení mobilu. V takovém případě upozornění na transakci připravenou k autorizaci nedorazí a pokyn čekající na podpis je nutno nezávisle potvrdit v mobilní aplikaci.